# Змійовик (техніка)

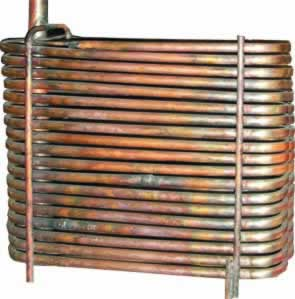
Мідний змійовик для охолодження води в промислових процесах

Змійови́к — теплообмінний пристрій у вигляді зігнутої труби або системи зігнутих труб. В змійовику відбувається поверхневий теплообмін між газоподібними або рідкими речовинами, що рухаються по трубах, і речовинами, що перебувають або течуть поза трубами. Змійовики можуть виготовлятись з металу, скла, кераміки, полімерних матеріалів.
3мійовики використовують в парогенераторах, холодильниках, випарниках, конденсаторах тощо.

## Історична довідка
Історично склалося, що теплообмін з використанням змійовиків спочатку застосовувався для конденсації пари, яка пропускалась через змійовик, а саме, для конденсації спиртових випарів при перегонці продуктів бродіння цукрів природного походження.
Пізніше алхіміки, а потім і хіміки стали широко застосовувати змійовики при поділі рідинних сумішей, що містять леткі сполуки. Це зумовило початок використання змійовиків в промисловості, зокрема, при перегонці нафти.
Після винаходу дистиляційних тарілчастих і набивних колон змійовики були досить швидко витіснені з промислового використання, оскільки виявилися у меншій мірі ефективними у плані безпеки, керованості, продуктивності та матеріаломісткості.
З початком використання парових двигунів для збільшення ефективності приймання тепла від топок стали використовувати батареї плоских змійовиків, вмонтованих у решітку з радіаторних пластин. В даний час цей принцип використовується в проточних газо- і водонагрівачах.
Плоскі змійовики, з решітками радіаторних пластин чи без них використовуються як пристрої для скидання тепла в сучасних кондиціонерах та холодильниках, автомобільних радіаторах тощо.

## Класифікація
Змійовики можна класифікувати за профілем перерізу трубки:
- зазвичай використовуються труби з круглим перетином, як простіші у виготовленні;
- іноді, для збільшення ефективності теплообміну змійовика, круглі трубки зминають так, щоб вони набули овального перетину;
- екзотичні трубки квадратного і прямокутного перерізу сприяють утворенню завихрень в у потоках пари, що проходять через змійовик, через що ефективність конденсації в змійовику підвищується незначно.

Змійовики можна класифікувати за видом просторового вкладання трубки:
- плоскі змійовики — усі трубки й вигини змійовика лежать в одній площині (при цьому існує обмеження по нарощуванню сумарної довжини трубок, але зате забезпечується компактність розташування та зберігання)
- об'ємні змійовики:
  - у вигляді спіральної циліндричної пружини;
  - у вигляді батарейної комбінації з плоских змійовиків.

Змійовики можна класифікувати за способом розташування трубки відносно холодильника чи холодоагента:
- термостатований холодильник, усередині якого підтримується якимось способом завжди одна певна температура (лабораторні застосування);
- холодильник, в якому холодоагент рухається назустріч парі, що підлягає конденсації, як правило, спіральний змійовик розташований в трубі з холодоагентом (лабораторне застосування, кустарна перегонка нафти);
- холодильник періодичної дії з конвекційним перемішуванням.

## Принцип дії
У змійовику-конденсаторі пара, що проходить по змійовику, охолоджуючись від стінок, осідає у вигляді рідини, яка викидається зі змійовика тиском пари, що подається, при цьому тепло, яке виділяється тим чи іншим холодоагентом відводиться від стінок змійовика.
У змійовику-нагрівнику робоча речовина (рідина або газ), що проходить по змійовику, нагрівається від стінок і під тиском робочої речовини, що подається, виштовхується назовні, при цьому тепло тим чи іншим чином постійно підводиться до стінок змійовика;
У змійовику-випарнику рідина, що проходить по змійовику, нагрівається від стінок, випаровується і у вигляді паро-рідинної суміші викидається із змійовика тиском новоутвореної пари в дефлегматор для розділення, при цьому тепло тим чи іншим чином постійно підводиться до стінок змійовика.